# Praise The Fallen
Praise The Fallen és el segon disc del grup de música electrònica VNV Nation, publicat originàriament l'any 1998 al segell Off-Beat i, quasi un any més tard, reeditat per la discogràfica Wax Trax.
El disc arrenca amb "Chosen", un tema amb un marcat caràcter èpic (com en el cas d'"Anthem", el primer tema d'Advance and Follow), que inclou parts de piano. "Joy" recupera els ritmes durs i ballables característics del grup -juntament amb efectes corals-, com "Procession", "Voice" o "Ascension". "Forsaken" és un tema quasi totalment instrumental, que inclou al final uns versos recitats provinents de la pel·lícula "Jacob's Ladder". La resta de peces del disc continuen amb la barreja de ritmes contundents i elements orquestrals, presents sobretot a "PTF2012", un tema tranquil i reflexiu.
En conjunt, Praise The Fallen és ballable i agressiu com ja ho era Advance and Follow, si bé és més melòdic que el seu disc de debut.

## Temes
1. Chosen - 4:21
2. Joy - 5:52
3. Procession - 5:23
4. Voice (Justin Morey) - 6:12
5. Forsaken - 4:49
6. Ascension - 8:15
7. Honour - 6:41
8. Burnout (Paul Barton) - 3:32
9. Solitary - 7:29
10. PTF2012 - 3:06
11. Schweigenminute (en alemany, "minut de silenci") - 1:00

Després de "Schweigenminute" hi ha un tema ocult instrumental, que dura 4 minuts i 12 segons.

## Dades
- Enregistrat als estudis Mother Digital Studios (Londres) el setembre de 1997.
- Produït per VNV Nation i Justin Morey.
- Temes compostos per VNV Nation i publicats per Roynet Music excepte on s'especifiqui una altra cosa.
- Disseny de portada: Nationhood.
- Fotografia de portada: Jarslav Eichelberger.